# Манторраш
Манторраш (порт. Mantorras, нар. 18 березня 1982, Уамбо) — ангольський футболіст, нападник клубу «Примейру де Агошту».
Виступав, зокрема, за «Бенфіку» та національну збірну Анголи.
Дворазовий чемпіон Португалії. Володар Суперкубка Португалії. 

## Клубна кар'єра
Народився в Уамбо, розпочав свою кар'єру в команді клубу «Прогрешшу ду Самбізанга». Швидко потрапив на очі португальським скаутам «Алверки», а вже незабаром після переходу його команда стала фарм-клубом «Бенфіки». 17 лютого 2001 року Манторраш відзначився голом у домашньому переможному (3:1) матчі проти лісабонського «Спортінга», того ж сезону у національному чемпіонаті відзначився 9-ма голами, чим допоміг своїй команді посісти 12-те місце та залишитися в Прімейра-Лізі. 
У 19-річному віці своєю грою в дебютному для ангольця сезоні в Прімейра-Лізі привернув увагу представників тренерського штабу клубу «Бенфіка», до складу якого приєднався 2001 року, згодом ним цікавилися «Барселона» та міланський «Інтернаціонале». Під час зростання своєї популярності, його часто називали найкращим гравцем португальської Африки, з 1960-их років, коли Еусебіу залишив Мозамбік для виступів у «Бенфіці»; останній сам про нього сказав наступні слова: «Він має особливі якості, й перед ним вимальовується велике майбутнє». 
У 2002 році Манторраш серйозно пошкодив коліно, ця травма ледь не поклала край короткій кар'єрі гравця. На відновлення гравцю знадобилося близько двох з половиною років та чотири хірургічні втручання. Він повернувся на поле під час сезону 2004/05 років, і йому вдалося внести свій вклад у те, аби у Бенфіки» завершився 11-річний період без трофеїв, і вона нарешті стала переможцем національного чемпіонату, того сезону Манторраш відзначився 5-ма голами в 15-ти поєдинках (чотирма голами він відзначився протягом останніх двох місяців).
Незважаючи на те, що згодом Манторраш повністю одужав від травми, йому не вдалося відвоювати собі місце гравця першої команди, тому в наступних декількох сезонах йому довелося задовільнитися лише декількому появами на футбольному полі. Тим не менше він і надалі залишався улюбленцем фанів, особливо після того, як заявив про те, що бажає й надалі виступати за команду, навіть якщо доведеться відмовитися від заробітної плати. 
В сезоні 2009/10 років «Бенфіка» знову стала переможцем національного чемпіонату, а також дійшла до 1/4 фіналу Ліги Європи, але Манторраш зіграв лише 10 хвилин у передсезонному товариському програному (1:2) матчі проти мадридського «Атлетико»; в середині лютого 2011 року за один місяць до свого 29-го дня народження, Манторраш оголосив про завершення професіональної кар'єри, але пізніше на нетривалий час відновив свою кар'єру у клубі «Примейру де Агошту», але це повернення було не зовсім успішним. 
У червні 2012 року Манторраш повернувся до «Бенфіки» на адміністративну посаду. А 15 липня того ж року для нього було організовано прощальний матч на стадіоні «Да Луж» проти команди Усіх Зірок, в якому взяли участь Луїш Фігу, Едгар Давідс, Луїш Боа Морте, Тедді Шерінгем, Двайт Йорк, Паулу Футре, Роналду, Франческо Тольдо, Фабіо Каннаваро, Фернанду Коуту, Мічел Сальгадо, Сержіньйо, Паулета, Беллетті та Матея Кежман, в цьому поєдинку Манторраш відзначився 40-им голом (фінальний рахунок - 5:1)
, по завершенні матчу він подякував в інтерв'ю вболівальникам клубу, і писвятив свій гол у тому поєдинку саме їм на знак вдячності за підтримку, яку гравець відчував протягом своїх виступів у клубі. Його колишній тренер Жорже Жезуш високо оцінив професіональні якості Манторраша та суму від продажу квитків, яку вдалося зібрати завдяки зустрічі між двома командами.

## Виступи за збірну
Манторраш представляв Анголу на Молодіжному чемпіонаті світу з футболу 2001 року, в Аргентині. Він відзначився голом у нічийному (1:1) матчі проти Австралії, й у підсумку команда вийшла до 1/8 фіналу. Дебют у складі дорослої збірної відбувся у віці 19 років, Манторраш увійшов до складу першої португаломовної африканської збірної, яка кваліфікувалася для участі в Чемпіонаті світу з футболу 2006 року. На тому турнірі він двічі виходив на поле з лави для запасних, включаючи програний (0:1) матч групового етапу проти Португалії.
Незважаючи на те, що в складі «Бенфіки» Манторраш зіграв лише 5 або 6 матчів, його викликали до складу збірної Анголи для участі в домашньому Кубку африканських націй 2010 року. Ангола на цьому турнірі дійшла до 1/4 фналу, але Манторраш зіграв лише 1 поєдинок, вийшовши на поле з лави для запасних у матчі проти Малаві. Загалом у формі головної команди країни 32 матчі, забивши 5 голів.
У складі збірної також був учасником Кубку африканських націй 2006 року в Єгипті.

## Особисте життя
Манторраш не забував своє скромне походження: вже незабаром після переходу в «Бенфіку», він звернув увагу на тих, кому на його батьківщині пощастило набагато менше, обіцяючи пожертвувати неабиякий відсоток від своєї заробітної плати, щоб створити будинок для безпритульних в Луанді.
"Я співчуваю дітям в Анголі", заявив він. "Я знаю, що вони голодують та сплять на вулиці. Мій батько помер, коли мені було 3 місяці, а мати — коли мені виповнилося 16 років. У мене був брат, яким я мав опікуватися й довелося стати головою сім'ї [коли я був] дуже молодим. У молоді роки мав багато трунощів у своєму житті. Тепер, коли я маю кращу долю, буду робити все в моїх силах, щоб допомогти знедоленим".

## Статистика виступів

### Статистика клубних виступів
| Сезон             | Команда            | Чемпіонат         | Чемпіонат | Чемпіонат | Усього | Усього |
| Сезон             | Команда            | Чемпіонат         | Ігор      | Голів     | Ігор   | Голів  |
| ----------------- | ------------------ | ----------------- | --------- | --------- | ------ | ------ |
| 1998              | Прогрешшу          | Г                 | ?         | ?         | ?      | ?      |
| 1999/00           | Алверка            | ПЛ                | 5         | 0         | 5      | 0      |
| 2000/01           | Алверка            | ПЛ                | 26        | 10        | 26     | 10     |
| Усього в Алверкі  | Усього в Алверкі   | Усього в Алверкі  | 31        | 10        | 31     | 10     |
| 2001/02           | Бенфіка            | ПЛ                | 30        | 13        | 30     | 13     |
| 2002/03           | Бенфіка            | ПЛ                | 8         | 3         | 8      | 3      |
| 2003/04           | Бенфіка            | ПЛ                | 0         | 0         | 0      | 0      |
| 2004/05           | Бенфіка            | ПЛ                | 15        | 5         | 15     | 5      |
| 2005/06           | Бенфіка            | ПЛ                | 17        | 3         | 17     | 3      |
| 2006/07           | Бенфіка            | ПЛ                | 17        | 2         | 17     | 2      |
| 2007/08           | Бенфіка            | ПЛ                | 9         | 1         | 9      | 1      |
| 2008/09           | Бенфіка            | ПЛ                | 5         | 2         | 5      | 2      |
| 2009/10           | Бенфіка            | ПЛ                | 0         | 0         | 0      | 0      |
| Усього в Бенфіці  | Усього в Бенфіці   | Усього в Бенфіці  | 101       | 29        | 101    | 29     |
| 2011              | Примейру де Агошту | Г                 | ?         | ?         | ?      | ?      |
| Усього за кар'єру | Усього за кар'єру  | Усього за кар'єру | 132+      | 39+       | 132+   | 39+    |

## Титули і досягнення
- Чемпіон Африки (U-21): 2001

- Прімейра-Ліга: («Бенфіка»)
  -  Чемпіон (2): 2004/05, 2009/10

- Суперкубок Португалії: («Бенфіка»)
  -  Володар (1): 2005

- Кубок португальської ліги: («Бенфіка»)
  -  Володар (1): 2009/10